# Золотоніська вулиця (Київ)
Золотоні́ська ву́лиця — вулиця в Голосіївському районі міста Києва, селище Мишоловка. Пролягає від Весняної вулиці до Хутірського провулку.
Прилучаються вулиці Корчуватська, Хутірська та Армійська.

## Історія
Вулиця виникла в середині XX століття під назвою 43-тя Нова, під цією ж назвою позначена на німецькій карті 1943 року. Сучасна назва — з 1944 року, на честь міста Золотоноша Черкаської області.